# Frank Stephenson
Frank Stephenson (Casablanca, 3 ottobre 1959) è un designer statunitense, che ha lavorato per BMW, Mini, Ferrari, Maserati, Fiat, Lancia, Alfa Romeo e McLaren.

## Biografia
Laureato presso l'Art Center College of Design a Pasadena, California, Stephenson ha lavorato per 11 anni alla BMW dove ha lavorato alla creazione della BMW X5 e a quella della nuova Mini.
Da luglio 2002 si è trasferito al Gruppo Fiat, chiamato alla Ferrari, dove getta le basi e contribuisce ai progetti relativi alle F430, Ferrari 599 GTB Fiorano, 612 Scaglietti e FXX e alla creazione di alcuni modelli Maserati, la Quattroporte e la MC12. Alcuni di questi modelli sono stati portati a termine con la collaborazione di Pininfarina.
Il 22 febbraio 2005, chiamato a tale incarico dalla nuova direzione di Sergio Marchionne, ha assunto la direzione del Centro Stile Fiat e Lancia a Torino, mentre Donato Coco ha preso il suo posto quale responsabile del design alla Maserati. Uno tra i suoi primi e più importanti incarichi in Fiat è stato quello di coordinare la progettazione della Nuova Bravo. Da giugno 2007 è passato alla direzione dello stile dell'Alfa Romeo. Dal 28 aprile 2010 è passato alla McLaren Automotive, dove collabora alla realizzazione della McLaren MP4-12C del 2011 e la McLaren P1.

## Modelli realizzati

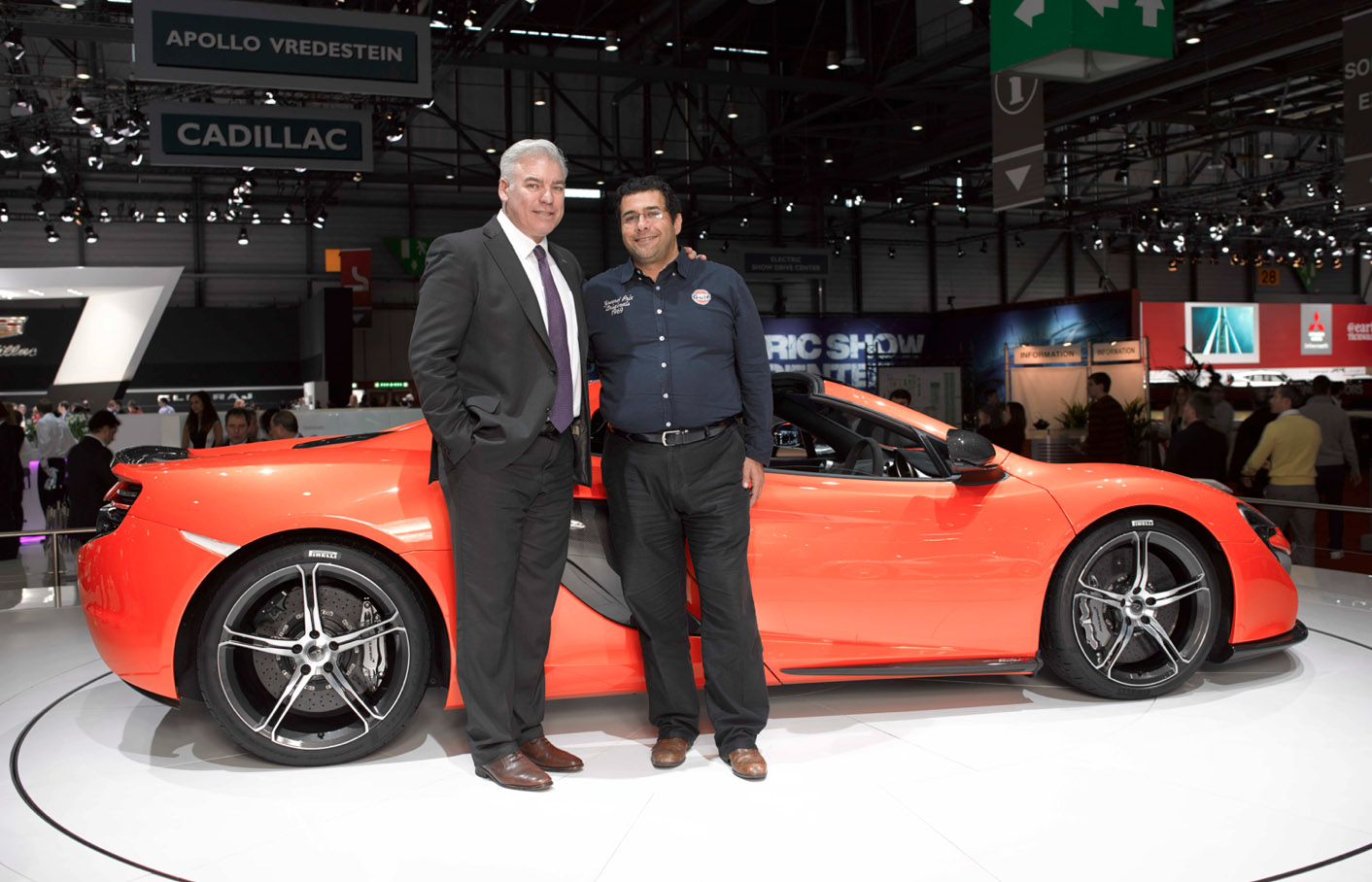
Stephenson (a sinistra) con una Mclaren 675 LT

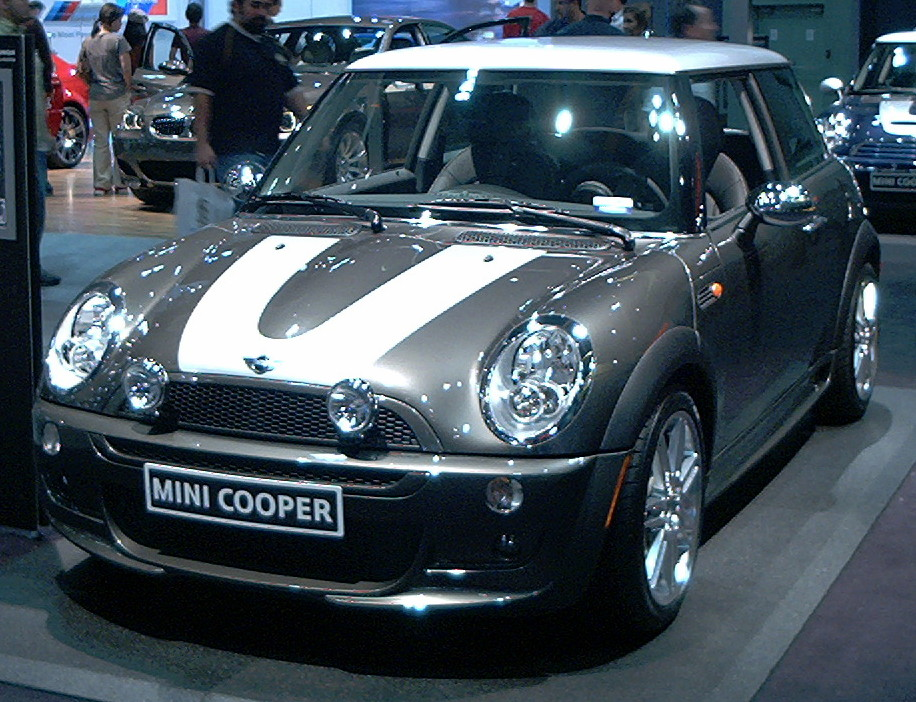
Una BMW Mini Cooper, uno dei primi modelli nati dalla matita di Stephenson

- BMW E53 X5
- Ferrari FXX[3]
- Ferrari 599 GTB Fiorano
- Ferrari 612 Scaglietti
- Ferrari F430
- Fiat Bravo
- Fiat 500[4]
- Ford Escort RS Cosworth
- Lancia Delta del 2008
- Maserati MC 12
- Maserati Quattroporte V
- McLaren MP4-12C
- McLaren P1
- Mini (2001)